# تركيز أسموزي
التركيز الأسموزي أو التركيز التناضحي وكان يعرف سابقاً بالأسمولية هو قياس تركيز المذاب، ويُعرَّف على أنه عدد أسمولات(نَضْحات) (Osm) المذاب لكل لتر من المحلول (أسمول/ل) أو (نَضْحة/ل). يُعبَّر عن أسمولية محلول في العادة بنفس الطريقة التي يعبر بها عن المولارية. في حين أن المولارية هي قياس لعدد مولات المذاب لكل وحدة حجم من المحلول، الأسمولية هي قياس لعدد أسمولات(نضحات) جسيمات المذاب لكل وحدة حجم من المحلول. تسمح هذه القيمة بقياس الضغط الأسموزي لمحلول وتحديد كيفية انتشار المذيب عبر غشاء شبه منفذ (التناضح) منفصلاً إلى محلولين لهما تركيز أسموزي مختلف.

## تعريف
يتم حساب أسمولية محلول، وتُعطى بالأسمول لكل لتر (أسمول/ل) باستخدام القانون التالي:
{\displaystyle \mathrm {osmolarity} =\sum _{i}\varphi _{i}\,n_{i}C_{i}}
حيث:
- φ هو معامل الأسموزية، والذي يوضح درجة عدم مثالية المحلول. في أبسط حالة هو درجة تحلل المذاب. حنيها، φ يكون بين 0 و1 أين يشير الواحد إلى تفكك تام (انحلال تام) 100%، مع ذلك يمكن لـφ أن يكون أكبر من الواحد (كمثال السكروز). بالنسبة للأملاح، تسبب التأثيرات الكهروستاتيكية φ ليكون أقل من 1 حتى لو حدث تفكك تام 100% (معادلة ديبي-هوكل)
- n هو عدد الجسيمات (مثل الأيونات) التي يتفكك إليها الجزيء. على سبيل المثال للغلوكوز n يساوي 1 في حين أن للـNaCl ‏n يساوي 2.
- C هو التركيز المولي للمذاب.
- يمثل المؤشر i هوية جسيم مذاب.

يمكن قياس الأسمولية باستخدام مقياس التناضح أسمومتر الذي يقيس الخصائص التجميعية مثل: انخفاض نقطة التجمد، ضغط البخار، أو ارتفاع نقطة الغليان.